# Ailee
Ailee (numele de scenă al lui Amy Lee; n. 30 mai 1989, Colorado, SUA) este o cantautoare de origine coreano-americană stabilită în Coreea de Sud. Datorită succesului acumulat din vânzări digitale în Coreea de Sud, aceasta a lansat patru albume de studio, șase mini-albume și 21 de single-uri, șase dintre ele fiind în Top 5 al Gaon Digital Chart.
După o carieră scurtă la Muzo Entertainment din New York, în anul 2010 Ailee s-a mutat în Coreea de Sud și a semnat un contract cu YMC Entertainment. A debutat în anul 2012 cu primul ei Single "Heaven", care a ajuns pe locul trei în topul Gaon Digital Chart și a câștigat premiul pentru Cel mai Bun Artist Nou la Melon Music Awards, Golden Disk Awards, Gaon Chart K-pop Awards și Seoul Music Awards. Din 2013 până în 2016, piesele "U&I", "Singing Got Better", "Mind Your Own Business" și "If You" i-au adus patru titluri consecutive pentru Cea Mai Buna Voce Feminină la Mnet Asian Music Awards.
Single-ul ei din 2017, "I Will Go to You Like the First Snow", înregistrat drept coloană sonoră pentru serialul televizat Guardian: The Lonely and Great God (2016), a câștigat premii și a fost cântecul cu cel mai mult succes digital al acelui an, devenind cea mai bine vândută piesă de film și serial de pe piața muzicală coreeană.